# Continuïtat uniforme
En anàlisi matemàtica una funció {\displaystyle f(x)} es diu que és uniformement contínua si petits canvis en el valor de {\displaystyle x} produeixen petits canvis en el valor de la funció (continuïtat) i la grandària dels canvis en {\displaystyle f(x)} depèn únicament de la grandària dels canvis en {\displaystyle x} però no del valor de {\displaystyle x} (uniforme).

## Definició
Donats dos espais mètrics {\displaystyle (X,d_{X})} i {\displaystyle (Y,d_{Y})}, i {\displaystyle M\subseteq X} llavors una funció {\displaystyle f:M\to Y} es diu uniformement contínua en {\displaystyle M} si per a qualsevol nombre real {\displaystyle \varepsilon >0} existeix {\displaystyle \delta >0} tal que {\displaystyle d_{X}(x_{1},x_{2})<\delta }, implica que {\displaystyle d_{Y}(f(x_{1}),f(x_{2}))<\varepsilon } per a tot {\displaystyle x_{1},x_{2}\in M}.

Una funció {\displaystyle f:\mathbb {R} \to \mathbb {R} } és uniformement contínua en un interval {\displaystyle A} si per a tot {\displaystyle \varepsilon >0} existeix algun {\displaystyle \delta >0} tal que per a tot {\displaystyle x,y\in A} es compleix que si {\displaystyle |x-y|<\delta }, llavors {\displaystyle |f(x)-f(y)|<\varepsilon }.
A diferència de la continuïtat, on el valor de {\displaystyle \delta } depèn del punt {\displaystyle x}, en les funcions uniformement contínues, no.{\displaystyle }
Notem que el concepte de continuïtat uniforme fa referència sempre a un conjunt de punts. Que una funció sigui uniformement contínua en un conjunt o no depèn tant de la funció com del conjunt. La funció {\displaystyle f(x)=\ln x} no és uniformement contínua a {\displaystyle (0,+\infty )}, però sí que ho és a {\displaystyle [1,10]}.

## Exemples
- La funció {\displaystyle {\frac {1}{x}}} amb {\displaystyle x>0} és contínua però no uniformement contínua.
- La funció {\displaystyle x} és uniformement contínua en l'interval [0,1].
- Tot polinomi {\displaystyle p:\mathbb {C} \rightarrow \mathbb {R} } de grau major o igual que u és uniformement continu en un interval tancat.{\displaystyle }

## Resultats
- De la definició es dedueix que tota funció uniformement contínua és contínua. El contrari (tota funció contínua és uniformement contínua) no és cert.

Exemple: Si {\displaystyle x\in \mathbb {R} ^{+}} i {\displaystyle f(x)={\frac {1}{x}}}. {\displaystyle f(x)} és contínua i no és uniformement contínua. No obstant això, es verifica que:
"Si {\displaystyle M} és un espai mètric compacte i {\displaystyle Y} un espai mètric, llavors tota funció contínua {\displaystyle f:M\rightarrow Y} és uniformement contínua. En particular, tota funció contínua sobre un interval tancat i fitat és uniformement contínua en aquest interval." (Teorema de Heine-Cantor)
- Si {\displaystyle \{x_{n}\}} és una successió de Cauchy continguda en el domini de {\displaystyle f} (no necessàriament convergent) i {\displaystyle f} és una funció uniformement contínua, llavors {\displaystyle \{f(x_{n})\}} també és una successió de Cauchy.
- Tota funció Lipschitz contínua és uniformement contínua.